# Vélo d'or français 2023
Navigation
Édition précédente Édition suivante
Le Vélo d'or français 2023 est une récompense attribuée par le magazine Vélo Magazine, récompensant le ou la meilleur(e) cycliste français(e) de la saison 2023.
Pour la première fois, en 2023, le vélo d'or français est divisé en deux catégories : le trophée Bernard Hinault, récompensant le ou la meilleur(e) cycliste sur route français(e) de l'année, et le trophée Daniel Morelon réservé aux meilleurs athlètes tricolores des différentes disciplines olympiques comme la piste, le VTT ou encore le BMX.
Il s'agit de la 32e édition du Vélo d'or français.

## Réglement
En 2023, un jury de 28 journalistes nationaux spécialisés dans le cyclisme élisent les Vélo d'or français (trophée Bernard Hinault et trophée Daniel Morelon). Ils classent les cinq nommés selon le barème suivant :
| Choix  | Premier | Deuxième | Troisième | Quatrième | Cinquième |
| ------ | ------- | -------- | --------- | --------- | --------- |
| Points | 5       | 4        | 3         | 2         | 1         |

## Classement du Vélo d'or français: trophée Bernard Hinault
Les résultats du vélo d'or français sont dévoilés le 24 octobre 2023.
| Rang | Coureur            | Équipe       | Points | %      |
| ---- | ------------------ | ------------ | ------ | ------ |
| 1    | Christophe Laporte | Jumbo-Visma  | 129    | 30,71% |
| 2    | Valentin Madouas   | Groupama-FDJ | 87     | 20,71% |
| 3    | Juliette Labous    | Team DSM     | 74     | 17,62% |
| 4    | Victor Lafay       | Cofidis      | 67     | 15,95% |
| 5    | Thibaut Pinot      | Groupama-FDJ | 63     | 15,00% |

## Résultats
Les résultats marquants des trois premiers du vélo d'or français trophée Bernard Hinault en 2023,.
Christophe Laporte (Jumbo-Visma) :
- Champion d'Europe sur route
- Vainqueur de Gand-Wevelgem
- Vainqueur de À travers les Flandres
- Vainqueur des 1re et 3e étapes du Critérium du Dauphiné
- 3e du Circuit Het Nieuwsblad

Valentin Madouas (Groupama-FDJ) :
- Champion de France sur route
- Vainqueur de la Bretagne Classic
- 2e des Strade Bianche
- 4e du Grand Prix cycliste de Montréal
- 5e de Liège-Bastogne-Liège

Juliette Labous (Team DSM-Firmenich) :
- Championne d'Europe du contre-la-montre en relais mixte
- vice-championne du monde du contre-la-montre en relais mixte
- 2e du Tour d'Italie
- 3e du Tour d'Emilie
- 4e du Tour de Romandie
- 5e du championnat du monde du contre-la-montre
- 5e du Tour de France
- 7e du Tour d'Espagne

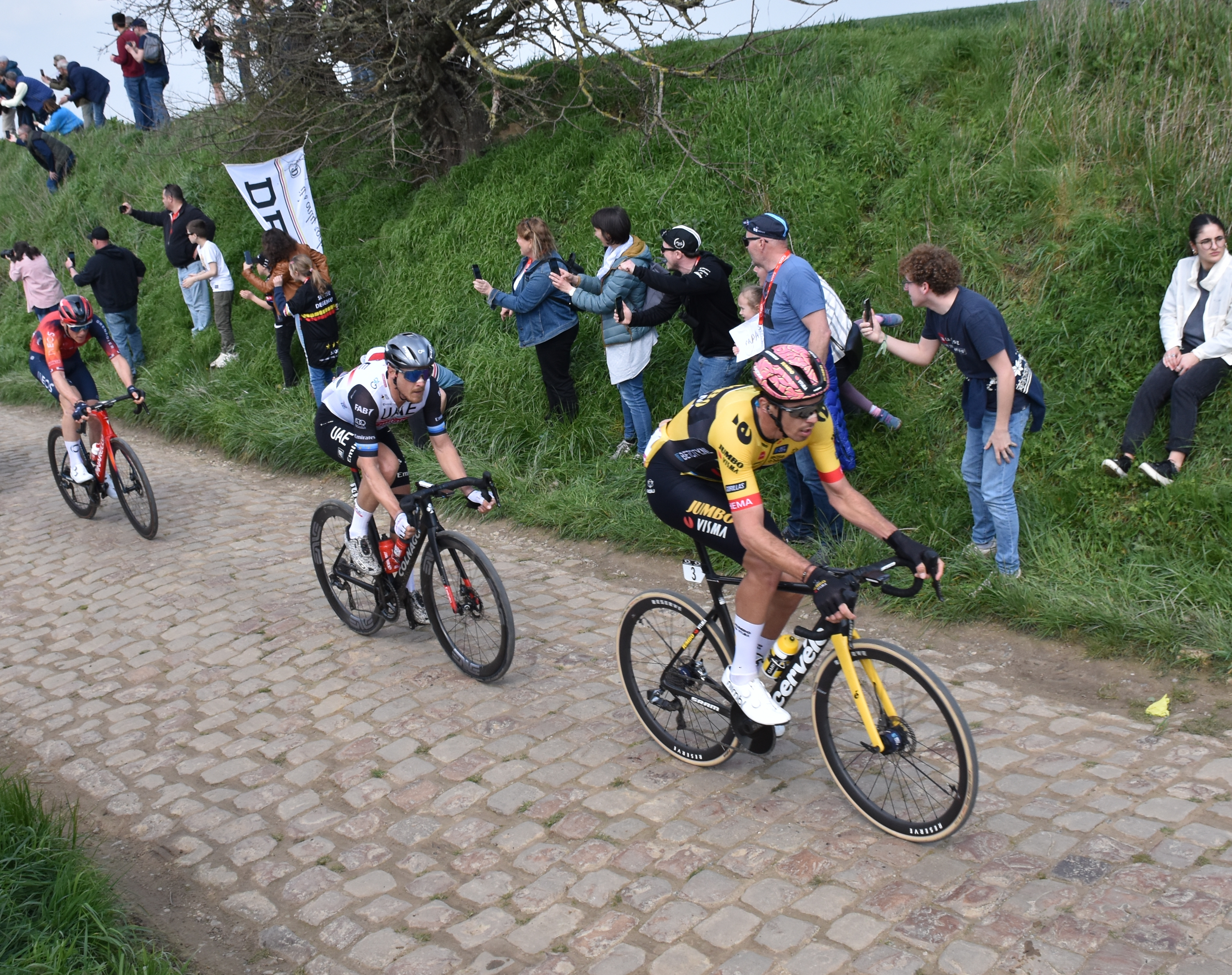
Christophe Laporte
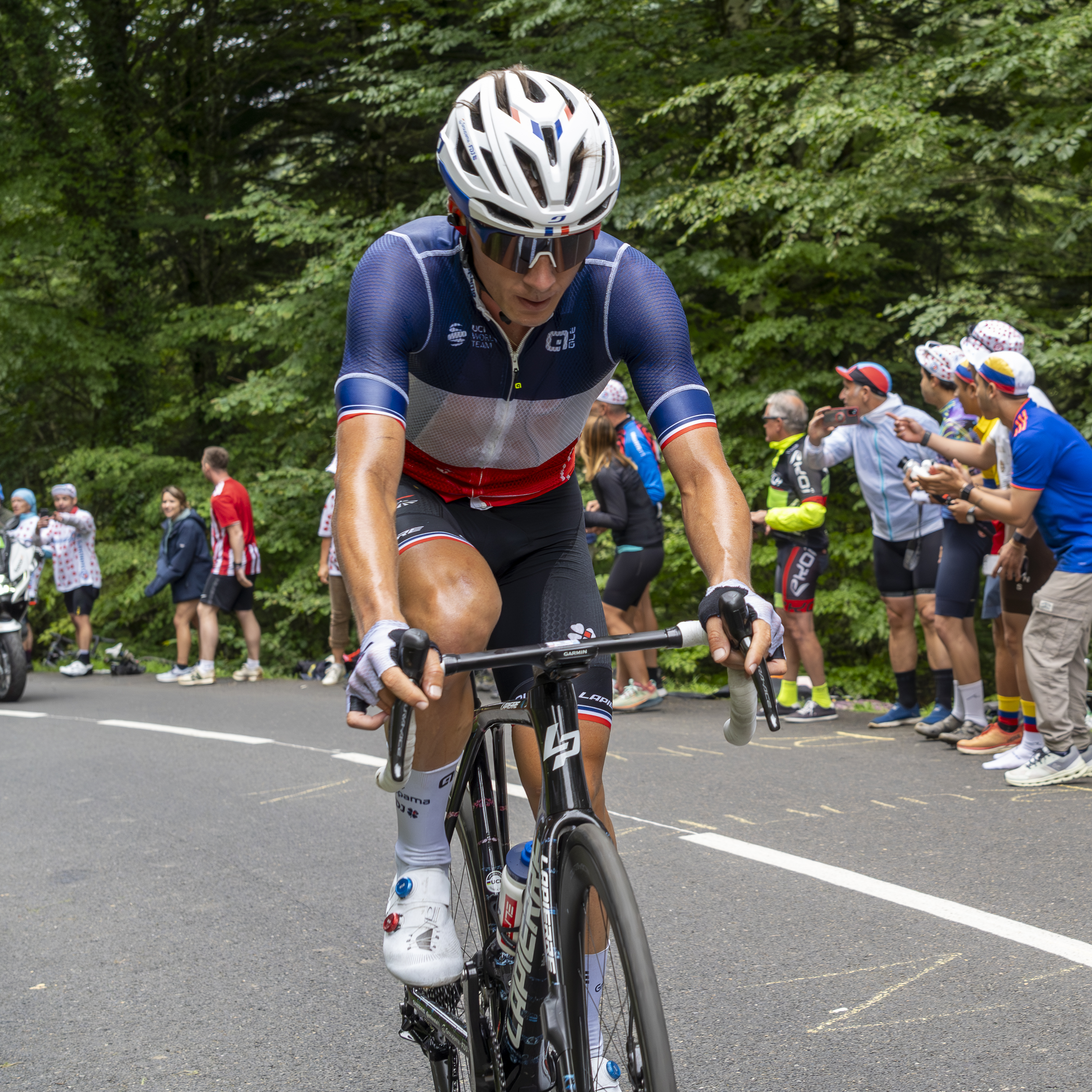
Valentin Madouas
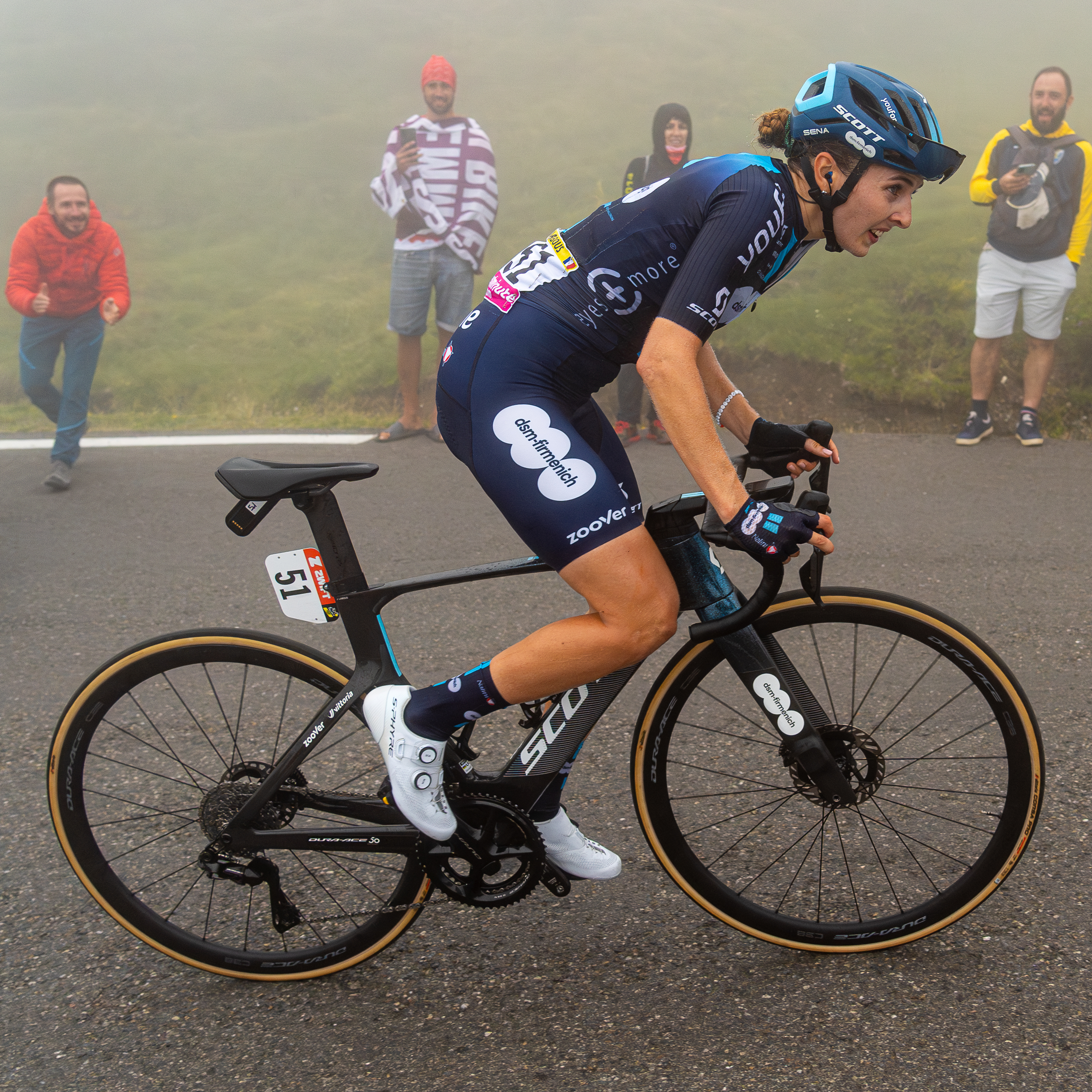
Juliette Labous

## Classement du Vélo d'or français: trophée Daniel Morelon
Les résultats du Vélo d'or français sont dévoilés le 24 octobre 2023.
| Rang | Coureur                | Équipe                  | Discipline   | Points | %      |
| ---- | ---------------------- | ----------------------- | ------------ | ------ | ------ |
| 1    | Pauline Ferrnad-Prévot | Ineos-Grenadiers        | VTT          | 138    | 32,86% |
| 2    | Romain Mahieu          | Équipe nationale de BMX | BMX          | 94     | 22,38% |
| 3    | Victor Koretzky        | BORA-hansgrohe          | VTT, route   | 66     | 15,71% |
| 4    | Benjamin Thomas        | Groupama-FDJ            | piste, route | 65     | 15,48% |
| 5    | Clara Copponi          | FDJ-Suez                | piste, route | 57     | 13,57% |

## Autres Vélo d'or
Il existe également des distinctions données par Vélo Magazine pour les catégories de jeunes.
| Espoirs (moins de 23 ans) | Juniors (17-18 ans) | Cadets (15-16 ans) |
| ------------------------- | ------------------- | ------------------ |
| Pierre Thierry            | Matys Grisel        | Hugo Boucher       |